# Sonorella compar
Sonorella compar är en snäckart som beskrevs av Henry Augustus Pilsbry 1919. Sonorella compar ingår i släktet Sonorella och familjen Helminthoglyptidae. Inga underarter finns listade i Catalogue of Life.